# Lotto Soudal Ladies/2015
Deze pagina geeft een overzicht van Lotto Soudal Ladies in 2015.

## Rensters
| Naam               | Geboortedatum | Nationaliteit | Ploeg 2014                 |
| ------------------ | ------------- | ------------- | -------------------------- |
| Jacquelina Alvarez |               | Argentinië    | ?                          |
| Isabelle Beckers   | 04-03-1983    | België        |                            |
| Elena Cecchini     | 25-05-1992    | Italië        | Estado de México-Faren     |
| Amy Cure           | 31-12-1992    | Australië     |                            |
| Jessie Daams       | 28-05-1990    | België        | Boels Dolmans Cycling Team |
| Lieselot Decroix   | 12-05-1987    | België        |                            |
| Chantal Hoffman    | 30-10-1987    | Luxemburg     |                            |
| Molly Meyvisch     | 27-10-1995    | België        |                            |
| Anouk Rijff        | 06-04-1996    | Nederland     | Neo                        |
| Sarah Rijkes       | 02-04-1991    | Oostenrijk    |                            |
| Marion Rousse      | 17-08-1991    | Frankrijk     |                            |
| Carlee Taylor      | 15-02-1989    | Australië     | Orica-AIS                  |
| Jesse Vandenbulcke | 17-01-1996    | België        | Neo                        |
| Anisha Vekemans    | 17-08-1991    | België        |                            |
| Susanna Zorzi      | 13-03-1992    | Italië        | Astana-BePink              |

2006 · 2007 · 2008 · 2009 · 2010 · 2011 · 2012 · 2013 · 2014 · 2015 · 2016 · 2017 · 2018 · 2019 · 2020 · 2021 · 2022 · 2023 · 2024